# Концептуальное проектирование
Концептуальное проектирование технических систем — начальная стадия проектирования, на которой принимаются решения, определяющие последующий облик, и проводится исследование и согласование параметров созданных технических решений с возможной их организацией.
Термин «концепция» применяется для описания принципа действия не только в технических системах, но и в научных, художественных и прочих видах деятельности.
«Концепт» (лат.) — содержание понятия, смысл.
Таким образом, проектирование на концептуальном уровне — на уровне смысла или содержания понятия систем.
Основной объем задач концептуального проектирования относится к ранним стадиям разработки технических систем (ТС): при постановке задачи на проектирование, выработке массива вариантов технических и оформительских решений.

## Автоматизированные системы поддержки этапа концептуального проектирования
Образ объекта или его составных частей может создаваться в воображении человека в результате творческого процесса или генерироваться в соответствии с некоторыми алгоритмами в процессе взаимодействия человека и ЭВМ с помощью автоматизированных систем поддержки этапа концептуального проектирования.
Работы по этой тематике велись такими учеными как А. И. Половинкин, М. Ф. Зарипов, Р. Коллер, Бутенко Л.Н., А. М. Дворянкин, Бутенко Д.В., В. Н. Глазунов, С. А. Фоменков, В. М. Цуриков и т. д..
Известны несколько подходов, которые легли в основу подобных автоматизированных систем:
- Формализованное описание естественнонаучных и научно-технических эффектов на основе онтологии научно-технических характеристик.
- Теория решения изобретательских задач (ТРИЗ).
- Энерго-информационная модель цепей и метод структурных параметрических схем (ЭИМЦ).
- Система структурирования физических знаний и поискового конструирования.